# Ásmegin
Ásmegin – norweski zespół wykonujący viking metal, założony w 1998 roku. Nazwa pochodzi z języka staronorweskiego, oznacza potęgę bogów. Teksty utworów również są napisane w tym języku.

## Skład
- Erik Rasmussen – śpiew, perkusja
- Raymond Håkenrud – bas, gitary
- Marius Olaussen – śpiew, bas, gitary
- Tomas Torgersbråten – bas
- Lars Fredrik Frøislie – instrumenty klawiszowe

## Byli członkowie
- Bjørn Olav Holter – śpiew
- Skule " Nordalv" Jarl – perkusja
- Iving Mundilfarne – flet, gitary
- Auðrvinr Sigurdsson – śpiew, gitary
- Anders Torp – perkusja
- Tommy Brandt – perkusja
- Ingvild "Saretta" Johannesen – śpiew
- Lars Nedland – śpiew

## Dyskografia
- Hin Vordende Sod & Sø (2003)
- Arv (2008)